# 平安寿子
平 安寿子（たいら あすこ、1953年3月9日 - ）は、日本の作家。本名は武藤多恵子。
広島県広島市生まれ。広島女学院高等学校卒業。広島市内のコピーライター専門学校に2年通い地元の広告代理店、ビジネスマン向け教材販売会社、映画館でのアルバイトを経て、26歳でフリーライターに。アン・タイラーに触発されて小説を書き始める。
筆名は "アン・タイラーのような"（as　Anne Tyler）から。1999年『素晴らしい一日』でオール讀物新人賞を受賞。この中に収められている短編「アドリブ・ナイト」が2006年に韓国でイ・ユンギ監督、主演ハン・ヒョジュで、同じく「素晴らしい一日」が2008年にイ・ユンギ監督、主演チョン・ドヨン、ハ・ジョンウでそれぞれ映画化された。

## 著書
- 素晴らしい一日 文藝春秋 2001　のち文庫
- パートタイム・パートナー 光文社 2001　のち文庫
- グッドラックららばい 講談社 2002　のち文庫
- 明日、月の上で 徳間書店 2002.11  のち文庫
- なんにもうまくいかないわ 徳間書店 2004.11 のち文庫
- もっと、わたしを 幻冬舎 2004.1  のち文庫
- 愛の保存法 光文社 2005.12  のち文庫
- くうねるところすむところ 文藝春秋 2005.5  のち文庫
- Bランクの恋人 実業之日本社 2005.10  のち光文社文庫
- センチメンタル・サバイバル マガジンハウス 2006.1 のち角川文庫
- 恋はさじ加減 新潮社 2006.3 のち文庫
- あなたにもできる悪いこと 講談社 2006.7  のち文庫
- あなたがパラダイス 朝日新聞社 2007.2  のち文庫
- 風に顔をあげて 角川書店 2007.12  のち文庫
- セ・シ・ボン 筑摩書房 2008.1  のち文庫
- こっちへお入り 祥伝社 2008.3  のち文庫
- 恋愛嫌い 集英社 2008.10  のち文庫
- 幸せになっちゃ、おしまい マガジンハウス 2009.1  のち文庫
- さよならの扉 中央公論新社 2009.3  のち文庫
- ぬるい男と浮いてる女 文藝春秋 2009.10  のち文庫
- 神さまのすること 幻冬舎 2010.01
- おじさんとおばさん 朝日新聞出版 2010.4
- しょうがない人 中央公論新社 2011.5  のち文庫
- コーヒーもう一杯 新潮社 2011.10
- 心配しないで、モンスター 幻冬舎 2013.02
- こんなわたしで、ごめんなさい 実業之日本社 2013.7
- オバさんになっても抱きしめたい 祥伝社 2014.3
- レッツゴー・ばーさん! 筑摩書房 2014.12
- 幸せ嫌い 集英社 2015.2
- 言い訳だらけの人生 光文社 2015.12

## 映画
- アドリブ・ナイト 2006 原作
- 素晴らしい一日 2008.9.25 原作